# Tecnofília
La tecnofília (del grec τέχνη - technē, "art, habilitat, ofici" i φιλία - philia, "amistat") consisteix en una afició obsessiva cap a l'ús d'Internet i les noves tecnologies. Les persones que pateixen tecnofília depenen excessivament de la tecnologia, fins al punt de no poder separar-se dels seus dispositius tecnològics. És per això que la tecnofília és considerada una addicció, en la qual, de la mateixa manera que amb les drogues o l'alcohol, es poden generar en la persona addicta trastorns semblants a quadres de dependència per ús d'estupefaents. Un individu amb una marcada tecnofília sent frustració si no pot comprar un nou producte, incrementa el seu nivell d'ansietat si no té connexió a Internet o pot patir una crisi nerviosa si el seu ordinador o mòbil deixen de funcionar.
En l'actualitat, la majoria dels éssers humans tenen una gran afecció per la tecnologia i empren aquests dispositius de manera quotidiana. Les comunicacions, l'activitat laboral i, fins i tot, l'entreteniment depenen en bona part d'ella. Hi ha persones, però, que desenvolupen un elevat grau de dependència a la tecnologia. En aquest cas, la tecnofília es converteix en una obsessió i genera importants problemes.

## Història

### Història del terme
Les tecnologies han estat presents des que es té coneixement de l'origen de la vida i gràcies al progrés humà aquestes han anat avançant amb el pas del temps. El terme "tecnofilia" es va donar a conèixer a la fi del segle XlX amb el sorgiment de la Revolució Industrial, ja que és en aquest període on va començar tot el "boom" tecnològic. Un dels més importants registres que es tenen pel que fa a la tecnofilia, és de l'enginyer anglès M. Anderson, el qual va proclamar: "Se'ns ha dit en la nostra joventut que el treball va ser el càstig per la falta comesa pel nostre primer Pare. Si això és veritat, els enginyers són els grans sacerdots que han construït les màquines per esborrar la taca del càstig diví", referint-se al fet que les màquines comportarien a la felicitat i oci absolut.

## Termes relacionats
S'ocupen termes com Tecnófilos, addictes a la tecnologia, consumistes compulsius per la seva inclinació cap a la tecnologia o fins i tot Tecnobobos, els quals es caracteritzen per tenir tota la tecnologia de punta, arribant a suplir necessitats bàsiques amb solo tenir un objecte -qualsevol sigui el seu cost-. Altres vegades arriben a endeutar-se per obtenir-los. Són fanàtics de les xarxes socials i a més són molt ansiosos.
Un altre terme que podríem relacionar amb la tecnofilia són els mundialment coneguts Geeks. Un Geek és una persona que està fascinada amb la tecnologia, i en altres oportunitats amb la informàtica, a més aquest individu usa aquests mitjans com a mètode d'expressió.

## Tipus d'addiccions tecnològiques

### Telèfon mòbil
L'addicció al telèfon mòbil o al cel·lular rep el nom de nomofobia, o por de quedar-se sense accés al cel·lular. La persona que la pateix està utilitzant constantment el mòbil. Quan la seva dependència és molt forta, les persones arriben a sentir ansietat en deixar el telèfon a casa.

### Xarxes socials
Els addictes a les xarxes socials són les persones que senten la necessitat de viure connectats contínuament amb aquests mitjans digitals. Els més comuns són Facebook, Twitter, Tumblr, Instagram i Snapchat. Aquests mitjans són utilitzats quan les persones tenen accés a internet sense importar el lloc en el qual estiguin. Segons un estudi de la Universitat Estatal de Califòrnia, les persones que pateixen ansietat per deixar d'utilitzar Facebook i altres xarxes socials tenen patrons cerebrals similars als trobats en els addictes a les drogues. Aquest tipus de persones no poden viure sense utilitzar les xarxes socials.

### Videojocs
L'addicció als videojocs es dona quan una persona es fa totalment depenent, ja sigui mental i/o físicament, a aquests mitjans tecnològics produint la sensació de benestar al jugar amb ells. Aquestes persones s'aillen a l'hora de jugar, no atenen quan se'ls crida i perden l'interès en qualsevol tipus d'activitat aliena als videojocs. Acostuma a provocar un distanciament amb la familia i es generen trastorns de son, ja que jueguen fins a altes hores de la nit. 

### Ordinador i Internet
També és coneguda com a ciberaddicció. Les persones que pateixen aquesta suposada addicció utilitzen abusivament internet. No hi ha un consens clar sobre l'existència d'aquesta addicció, hi ha que en defensen la seva existència i d'altres que la rebutgen.

### Indicadors per saber si estem abusant de la tecnologia
- Ús excessiu dels videojocs, les xarxes socials i els elèfons mòbils.
- Mentre estàs amb la tecnologia et deixes d'interessar en coses bàsiques, com la condició personal o la ingesta de menjar.
- Pateixes alteracions de l'estat d'ànim.
- Indicis de fracàs escolar o d'agressivitat.
- Problemes de comunicació.
- Aïllament dels altres i solitud.
- Tornar-se una persona sedentària per estar molt temps davant d'un ordinador. .

## Candidats a la tecnofilia segons la seva edat
La tecnofilia afecta a les persones segons el seu rang d'edat, la seva demografía i l'època en què van néixer. 
- Nounats: no necessiten tecnologia digital en els seus primers mesos de vida, però es probable que en un futur estiguin forçats a la utilització de les tecnologies.
- Nens: són forts candidats, sobretot están sobreestimulats de manera primerenca. Malgrat en certa forma pugui millorar les seves habilitats, a llarg termini es convertirà en un mal hàbit
- Adolescents: Són els candidats absoluts, sobretot les persones introvertides que es beneficien de l'anonimat de la xarxa.
- Adults: Són candidats però en menor proporció, usualment cometen un abús de la tecnologia amb temes de treballs, comunicar-se amb els seus amics, utilitzant plataformes com Gmail, Whatsapp, Facebook.
- Persones grans: En un principi no són candidats a ser tecnofils perquè en l'època en què van créixer s'utilitzaven unes altres tecnologies.

## Com superar la tecnofilia?
La tecnofilia és considerada una malaltia. Hi han una sèrie de factors claus per superar-la: 
- Força de voluntat
- Suport incondicional de la família i amics: les persones properes són fonamentals per a aquest procés, ja que serà molt més fàcil i així l'individu no se sentirà sol.
- Augmentar la comunicació familiar: si un individu sap que està passant per aquesta malaltia i ho reconeix, l'essencial seria conversar això amb la família per veure quines mesures es poden prendre.
- Realitzar altres activitats: en lloc d'utilitzar objectes tecnològics, realitzar activitats a l'aire lliure, socials o educatives, tals com llegir, fer esport, estudiar, sortir amb amics, ...
- En alguns casos es necessitarà tractament especialitzat: quan els casos són molt severs, el més aconsellable és buscar tractaments amb especialistes.